# 自然科学研究所
株式会社自然科学研究所（しぜんかがくけんきゅうじょ）は、広島県廿日市市河津原に本社を置く、土壌改良剤等の研究・製造販売を行う企業である。

## 概要
土壌改良剤、土壌活性浄化剤等のメーカーであり、有機珪素等の研究も行う。

## 沿革
- 1965年（昭和40年） - 珪素の研究や、珪素と水素の組み合わせにより製品開発が進み、数々の発明が生まれる。この頃より珪素の活性を実験するためにバイオに着手する。特に微生物の中でカビ類の研究をする。
- 1984年（昭和59年） - 株式会社自然開発研究所を設立する。代表取締役は津田真行。茸を無殺菌栽培することを発明する。無殺菌で茸を栽培する事の実用化を事業としてスタートする。
- 1985年（昭和60年） - 神理科学研究所により今までの、珪素と水素の研究を委託される。
- 1986年（昭和61年） - 津田真行の死去に伴い、2月に椋代譲示が社長に就任する。水素・珪素の試験プラントを設立する。
- 1987年（昭和62年） - 珪素科学開発と同時に保有技術を製品化する。土壌活性剤、発酵促進剤、病虫害防除剤を完成する。
- 1992年（平成 4年） - 増資に伴い、東京都港区赤坂に東京事務所を設立。業務を東京に集中化する。
- 1999年（平成11年） - 地球の土を救う会がNPO法人の認証を受ける。理事長に椋代譲示が就任する。
- 2005年（平成17年） - 福島県いわき市に工場を新設する。
- 2006年（平成18年） - 広島のプラントを増設すると同時に、本社を広島に移転する。
- 2008年（平成20年） - 資本金を3000万円から6000万円に増資する。

## 事業内容
土壌改良剤、発酵促進剤、脱臭剤、動物の生理活性剤、抗菌剤、ハイテク関係の研究、水素燃料の研究、ニューセラミックの研究、有機珪素の研究、バイオ関係の研究、茸の無菌人口栽培、松茸の人工栽培の研究

## 拠点所在地
- 本社 - 広島県廿日市市河津原
- 研究室 - 広島県廿日市市河津原
- 東京事務所 - 東京都港区赤坂
- 郡山事務所 - 福島県郡山市大槻町字向原
- いわき工場 - 福島県いわき市小名浜下神白字狩亦

## 関連団体
- 特定非営利活動法人 地球の土を救う会 - 東京都港区赤坂